# Språkrådet (Noorwegen)
Språkrådet (Noors voor De taalraad) is een adviesorgaan van de Noorse regering dat zich bezighoudt met kwesties die verband houden met de Noorse taal. De raad in zijn huidige vorm is opgericht in 2005 en heeft op dit moment 34 medewerkers.
De raad heeft de opdracht om de Noorse geschreven en gesproken taal te beschermen door de kennis van de Noorse taal te vergroten en de tolerantie en het wederzijds respect tussen sprekers van verschillende dialecten te vergroten. Ook legt Språkrådet zich toe op het verbeteren van de taalkundige kwaliteit van schoolboeken.

## Bestuur
Voor 2016 heeft het Ministerie van Cultuur van Noorwegen het volgende bestuur benoemd:
- Guri Melby (1981), voorzitter Bokmål
- Trond Trosterud (1962), waarnemend voorzitter Nynorsk
- Jan Erik Knarbakk (1952), bestuurslid Bokmål
- Liv Kari Eskeland (1965), bestuurslid Nynorsk
- Curt Rice (1962), plaatsvervangend bestuurslid Bokmål
- Eli Bjørhusdal (1972), plaatsvervangend bestuurslid Nynorsk

## Samenwerking
De raad werkt samen met de Deense, Zweedse en Faeröerse taalraden, dit verloopt veelal via de Noordse Raad.